# Confignon
Confignon là một đô thị thuộc bang Genève, Thụy Sĩ với diện tích khoảng 2,77 km². Đô thị được tách từ đô thị Onex-Confignon vào năm 1851.

## Lịch sử
Confignon được đề cập tới đầu tiên vào năm 1153 với tên Cofiniacum. Đô thị hiện tại được thành lập năm 1851 khi cựu đô thị trước đó là Onex-Confignon chia làm 2 đô thị nhỏ hơn là Onex và Confignon.

## Địa lý
Confignon có diện tích khoảng 2,77 km² (1,07 sq mi) năm 2009. Trong đó, 1,3 km2 (0,50 sq mi) hay 46.9% diện tích dùng cho nông nghiệp, 0,23 km2 (0,089 sq mi) hay 8.3% làm lâm nghiệp. Phần diện tích còn lại, 1,19 km2 (0,46 sq mi) hay 43.0% dùng cho xây dựng nhà cửa, đường sá và 0,03 km2 hay 1.1% là phần diện tích sông suối.

## Giáo dục
Ở Confignon có khoảng 979 hay (32.3%) dân số tốt nghiệp trung học phổ thông không bị ép buộc, và 796 hay (26.2%) hoàn thành bậc đại học trở lên. Trong một trường có 796 sinh viên hoàn thành bậc đại học, có 47.1% nam sinh viên Thụy Sĩ, 35.2% nữ sinh viên Thụy Sĩ, 10.7% không phải là nam sinh viên Thụy Sĩ và 7.0% không phải là nữ sinh viên Thụy Sĩ.
Trong năm học 2009-2010, có tổng số 1065 sinh viên ở hệ thống giáo dục Confignon. Giáo dục Thụy Sĩ ở Canton, Geneva cho phép trẻ em theo học 2 năm nhà trẻ không bắt buộc.
Năm 2000, có 716 sinh viên ở Confignon đến từ các thành phố khác trong vùng, trong khi đó có 291 sinh viên theo học từ các vùng khác.